# Chokaa
Chokaa ist ein Verwaltungsbezirk (Ward) des Distriktes Chunya in der tansanischen Region Mbeya.

## Geografie
Chokaa liegt im Südwesten von Tansania. Der Bezirk hat eine Fläche von 788,8 Quadratkilometern und bei der Volkszählung 2022 lebten hier 30.901 Menschen in 8319 Haushalten.

## Gliederung
Der Bezirk besteht aus vier Gemeinden (Mtaa) mit 19 Orten (Kitongoji):
| Mapogoro - Mapogoro A - Mapogoro B - Ashishila - Mnyolima - Wafugaji | Kibaoni - Kibaoni A - Kibaoni B - Kibaoni C - Sinza - Majengo | Chokaa - Chokaa A - Chokaa B - Legezamwendo - Sambilimwaya | Godima - Godima - Ikamasi - Mwankonyonto - Majengo - Saitunduma |

## Wirtschaft und Infrastruktur
- Straße: Durch den Südwesten des Bezirks verläuft die nicht asphaltierte Nationalstraße T8 von Mbeya im Süden nach Singida im Norden.[2][7]
- Bildung: Die staatliche weiterführende Schule in Chokaa wurde 2007 eröffnet und bildet Jugendliche bis zur 4. Stufe aus.[8]
- Gesundheit: Im Bezirk befinden sich zwei Apotheken, eine in Mapogoro,[9] eine in Godima.[10]